# Хамзина, Дина Мерекеевна
Ди́на Мереке́евна Хамзина (род. 1 января 1972, село Жанажол, Фурмановский р-н, Западно-Казахстанская обл., Казахская ССР, СССР) — казахстанская оперная певица, ведущая солистка театра «Астана Опера», Заслуженный деятель Казахстана.

## Биография
Родилась в 1972 году в селе Жанажол Фурмановского района Западно-Казахстанской области.
Окончила Казахский государственный женский педагогический институт по специальности «Учитель музыки» (класс народной артистки Казахстана Б.Ашимовой и Г.Карамолдаевой, 1994).
Стажировалась в Алматинской государственной консерватории им. Курмангазы (класс Заслуженного артиста Казахстана Ш.Абилова). Прошла мастер-класс у педагогов Академии Ла Скала Лучаны д‘Интино и Винченцо Скалеро (Италия). С 2000 по 2013 годы — солистка ГАТОБ им. Абая.
С 2013 г. — ведущая солистка оперы ГТОБ «Астана Опера». Как приглашённая солистка выступала в Казанском театре им. М.Джалиля в операх Дж. Верди «Аида» и «Трубадур» (2007, 2015), исполнила партию Амнерис в опере «Аида» на сцене Македонского театра оперы и балета (Скопье, 2016).

## Репертуар
- Аналык («Биржан — Сара» М. Тулебаева)
- Камка («Кыз Жибек», Е. Брусиловского)
- Карлыгаш («Абай» А. Жубанова, Л. Хамиди)
- Кармен («Кармен» Ж. Бизе)
- Амнерис («Аида» Дж. Верди)
- Полина, Миловзор («Пиковая дама» П. Чайковского)
- Ольга («Евгений Онегин» П. Чайковского)
- Сузуки («Мадам Баттерфляй» Дж. Пуччини)
- Маддалена («Риголетто» Дж. Верди)
- Ульрика («Бал-маскарад» Дж. Верди)
- Шарлотта («Вертер» Ж. Массне)
- Любаша («Царская невеста» Н. Римского-Корсакова)
- Партия меццо-сопрано (Реквием В. А. Моцарта)
- Партия меццо-сопрано (Симфония № 9 Л.Бетховена)

## Награды и звания
- Заслуженный деятель Казахстана
- Лауреат I премии Международного конкурса вокалистов Б. Тулегеновой (2004);
- Гран-при Республиканского конкурса вокалистов им. К. Байсеитовой (2005);
- Золотая медаль чемпионата мира исполнительского искусства (США, 2006);
- Участница Международного фестиваля оперного искусства им. Ф. Шаляпина (Греция, 2007; Татарстан, 2008).